# Gelasinospora hippopotama
Gelasinospora hippopotama är en svampart som beskrevs av J.C. Krug, R.S. Khan & Jeng 1994. Gelasinospora hippopotama ingår i släktet Gelasinospora och familjen Sordariaceae.   Inga underarter finns listade i Catalogue of Life.